# Chambrecy British Cemetery
Chambrecy British Cemetery is een Britse militaire begraafplaats met gesneuvelden uit de Eerste Wereldoorlog, gelegen in de Franse gemeente Chambrecy in het departement Marne. De begraafplaats ligt 950 m ten oosten van het dorpscentrum en werd ontworpen door Edwin Lutyens. Ze heeft een rechthoekig grondplan waarvan de noordwestelijke zijde gebogen is en de hoeken aan de straatzijde afgerond zijn. Het terrein heeft een oppervlakte van 1.579 m² en is omgeven door een lage natuurstenen muur. Direct aan de toegang staat het Cross of Sacrifice op een plateau vanwaar men via enkele treden het lager gelegen grafveld kan betreden. In de noordoostelijke hoek staat een schuilhuisje met het register. De begraafplaats wordt onderhouden door de Commonwealth War Graves Commission.
Er liggen 436 doden (waaronder 191 niet geïdentificeerde) begraven.

## Geschiedenis
De begraafplaats werd na de wapenstilstand aangelegd door het verzamelen van graven uit het omringende slagveld. De slachtoffers behoorden tot de 19th (Western) en 51st (Highland) Divisions en sneuvelden gedurende de geallieerde tegenaanvallen tijdens de Tweede Slag bij de Marne (juli en augustus 1918). Er liggen ook slachtoffers van de 9th Division die sneuvelden in mei en juni 1918.
Onder de geïdentificeerde doden zijn er 244 Britten en 1 Indiër. Voor 1 Brit werd een Special Memorial opgericht omdat hij als krijgsgevangene stierf in Courlandon alwaar hij in een Franse militaire begraafplaats werd begraven. Bij de opruiming werd zijn graf echter niet meer teruggevonden.

## Graven

### Onderscheiden militairen
- Lancelot Colin William Deane, luitenant-kolonel bij de South Wales Borderers werd onderscheiden met de Distinguished Service Order en het Military Cross (DSO, MC).
- Ian Alexander Baxter, kapitein bij de Royal Welsh Fusiliers en John Mack Guthrie, kapitein bij de Black Watch (Royal Highlanders) werden onderscheiden met het Military Cross (MC).
- William Mitchener, compagnie sergeant-majoor bij de South Wales Borderers en H. Speight, sergeant bij het West Yorkshire Regiment (Prince of Wales's Own) werden onderscheiden met de Distinguished Conduct Medal (DCM).
- sergeant M. Shearer van de Seaforth Highlanders werd onderscheiden met de Meritorious Service Medal (MSM).
- sergeant Thomas Frederick Buttery, korporaal Charles Graham en de soldaten H. Birtwhistle, P. Deignan, J.P. Connolly en P.R. Hewitt ontvingen de Military Medal (MM).

### Minderjarige militair
- B. Jennings, soldaat bij het Wiltshire Regiment was 17 jaar toen hij op 31 mei 1918 sneuvelde.